# Cubahora
Cubahora es una revista digital cubana de carácter periodístico y cultural surgida en 1998. Su objetivo principal es ofrecer una visión de Cuba al mundo a través de contenidos digitales.

## Historia
El periódico fue creado en 1998, en el contexto de la visita del papa Juan Pablo II a Cuba, convirtiéndose en la primera revista digital del país. Desde sus inicios, su objetivo era proporcionar una plataforma que ofreciera una perspectiva diferente de la isla al resto del mundo.
Con el auge de Internet, Cubahora ha mantenido una constante evolución, adaptándose a los cambios tecnológicos, con actualizaciones de diseño y funcionalidades que la han acercado a los usuarios.

## Contenido y formato
El contenido de Cubahora trae un enfoque en la información de la cultura cubana, con una variedad de contenidos que incluyen noticias, análisis, artículos, entrevistas, galerías, videos y otros formatos multimedia. 